# Ísis Valverde
Ísis Valverde (Aiuruoca, 1987. február 17. –) brazil színész és televíziós színész. 
Ő játszotta a Ti Ti Ti című szappanopera címszerepét, főleg televíziós filmekben szerepel.

## Filmográfia
| Év   | Cím                | Szerep                                |
| ---- | ------------------ | ------------------------------------- |
| 2006 | Sinhá Moça         | Ana do Véu (Ana Luísa Maria Teixeira) |
| 2007 | Paraíso Tropical   | Telma Linhares                        |
| 2008 | Beleza Pura        | Rakelli dos Santos Ferreira           |
| 2009 | Caminho das Índias | Camila Félix Gallo Goulart Ananda     |
| 2010 | Ti Ti Ti           | Marcela de Andrade                    |
| 2012 | As Brasileiras     | Catarina (A Culpada de BH epizód)     |
| 2012 | Avenida Brasil     | Suelen                                |
| 2013 | O Canto da Sereia  | Sereia                                |
| 2014 | Amores Roubados    | Antônia                               |
| 2014 | Boogie Oogie       | Sandra                                |